# Niger (řeka)
Niger (od berberského n’egiren – černý) je řeka v Západní Africe na území Guineje, Mali, Nigeru, Beninu a Nigérie. Je to třetí největší řeka v Africe podle délky i podle velikosti povodí po Nilu a Kongu.

## Historické údaje
První zmínky o řece se objevují u Ptolemaia, který ji nazýval Nigír. Později oblast popsal berberský cestovatel Ibn Batút a v roce 1540 byl vydán z této oblasti cestopis Leo Afrikanuse, vlastním jménem Al Hasan Inb Mohamed al Vazan. První cílevědomý pokus o objevení pramenů podnikl neúspěšně v letech 1795 a 1805 Mungo Park ze Skotska. Prameny nakonec v roce 1946 objevili dva Francouzi, cestovatel Jean Sauvy a filmař Jean Rouch. O jejich podrobnější popis a první fotografie se poté v roce 1959 postarali Češi, L. M. Pařízek a kameraman Lubomír Mikula.

## Průběh toku

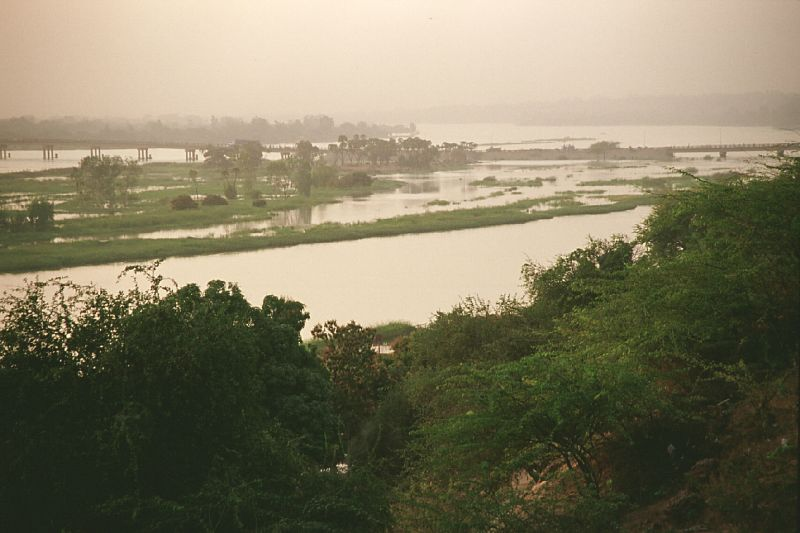
Niger v Niamey

Pramení pod jménem Džoliba na svazích Leono-liberijské vysočiny a ústí do Guinejského zálivu Atlantského oceánu, kde vytváří deltu. Hlavní přítoky zprava jsou Milo a Bani, zleva Sokoto, Kaduna a Benue. Od pramenů teče v horách na severovýchod v úzkém údolí až přibližně k 10° s. š.. Potom vtéká do roviny Mali Od Kouroussy do Bamaka a pod městem Ségou je údolí široké. Tady řeka díky přítokům značně zvětšuje svou vodonosnost a stává se splavnou. Mezi městy Ké-Massina a Timbuktu se řeka rozděluje na mnoho ramen a protéká širokou silně bažinatým údolím s množstvím průtoků, starých ramen a jezer. Tento úsek je nazýván vnitrozemskou deltou Nigeru, kde kdysi řeka ústila do velkého bezodtokého jezera. V regionu Timbuktu se ramena opět spojují do jednoho koryta. Dále teče na východ přibližně 300 km podél jižního okraje Sahary a nepřijímá žádné významné přítoky. U vesnice Bourem se stáčí na jihovýchod a pod městem Elva protíná Severoguinejskou vysočinu. Z ní přijímá mnoho mělkých přítoků. Dále až téměř k ústí (přibližně 750 km) řeka protéká širokou údolím a je zde dostupná pro lodní dopravu. U města Lokoja přijímá velký přítok Benue. Niger se mění v mohutný tok široký 3 km a hluboký 20 m i více. Ve vzdálenosti 180 km od oceánu poblíž města Aba začíná delta Nigeru (24 000 km²). Nejdelší je rameno Nun a pro lodní dopravu se používá nejhlubší rameno Forcados. Mořský příliv se projevuje v převážné části delty a jen o 35 km nedosahuje jejího začátku. Výška přílivu na rameni Forcados je 1,2 m.

## Vodní stav
Zdrojem vody jsou letní monzunové deště. Niger je charakteristický složitým vodním režimem. Na horním toku vysoké vodní stavy začínají v červnu a u hlavního města Mali Bamaka dosahují maxima v září až říjnu. Na dolním toku se vodní hladina začíná zvyšovat v červnu v důsledku místních dešťů, v září dosahuje maxima a poté opadá. Ale v únoru začíná opět růst v důsledku dešťů v horních částech povodí. Průměrný roční průtok vody v ústí do Guinejského zálivu je 8 630 m³/s a celkový roční odtok z povodí Nigeru je 378 km³. Při vysokých stavech vody dosahuje průtok 30 až 35 tis. m³/s. Vnitrozemská i oceánská delta jsou oblasti, kde se významně ukládají naplavované nánosy. Za rok odnese Niger 67 milionů tun jílu.

## Využití

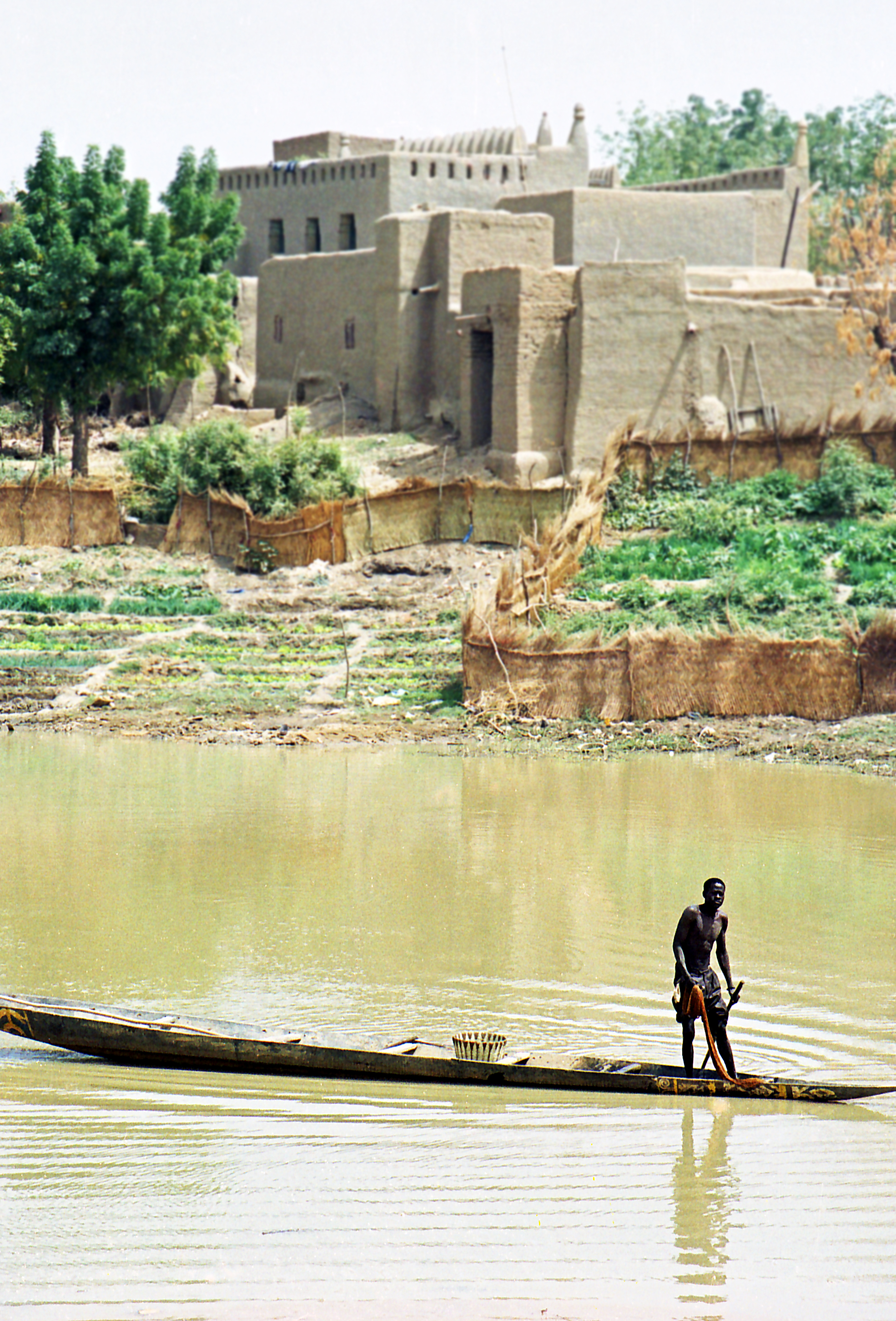
Rybolov na jednom z ramen řeky Niger v malijské vnitrozemské deltě, Djenné, Mali

Na řece byly postaveny přehrady Egrett u Bamaka a Sansanding u stejnojmenného města. Zvyšují úroveň hladiny pro potřebu zavlažovacích kanálů. V 60. letech byl v Nigérii postaven hydrouzel Kainji se stejnojmennou vodní nádrží o rozloze 600 km². Lodní doprava je rozvinutá na třech oddělených úsecích. Od Kouroussy do Bamaka, od vodopádu Sotuba do Ansonga a od Niamey do ústí. Rozvinutý je rybolov (kapři, okouni, usači, parmy). Nejvýznamnější města na březích jsou Kouroussa, Bamako, Timbuktu, Jebba a mořský přístav Port Harcourt.